# Pallone d'oro 1963
L’edizione 1963 del Pallone d'oro, 8ª edizione del premio calcistico istituito dalla rivista francese France Football, fu vinta dal sovietico Lev Jašin (Dinamo Mosca).
I giurati che votarono furono 21, provenienti da Austria, Belgio, Bulgaria, Cecoslovacchia, Danimarca, Francia, Germania Ovest, Grecia, Inghilterra, Italia, Jugoslavia, Lussemburgo, Paesi Bassi, Polonia, Portogallo, Spagna, Svezia, Svizzera, Turchia, Ungheria e Unione Sovietica.